# Corona (pivo)
Corona Extra je blijedi lager koji proizvodi tvrtka Cervecería Modelo u Meksiku, a u vlasništvu je AB InBev u Belgiji. Jedna je od najprodavanijih piva u svijetu. Corona se obično poslužuje s kriškom limete ili limuna na grlu boce kako bi se dodala tvrdoća i okus. 
Od 1998. Corona Extra je najprodavanije uvozno piće u Sjedinjenim Državama.

## Pad zbog sličnosti imena (COVID-19)
Od veljače 2020., nakon što se coronavirus COVID-19 proširio po cijeloj Kini, Corona je pretrpjela 170 milijuna dolara prihoda od zarade u zemlji. Tvrtka je pripisala pad prodaje manjem broju ljudi koji izlaze u javnost, pri čemu su mnogi barovi i restorani bili prisiljeni da se zatvore. Više različitih piva zabilježilo je pad prodaje u zemlji, budući da je širenje korovirusa COVID-19 općenito prigušilo javne aktivnosti. Prodaja je uglavnom bila velika tijekom razdoblja, zbog proslava kineske Nove godine.
Grupo Modelo objavio je na Twitteru da će prekinuti proizvodnju piva Corona za vrijeme gašenja meksičke vlade od 30. ožujka do 30. travnja zbog nebitnih poslova zbog COVID-19.